# 任啟邦
任啟邦（1978年5月20日—），前任香港大埔區議會怡富選區議員。亦是前新民主同盟成員，前民主黨黨員。

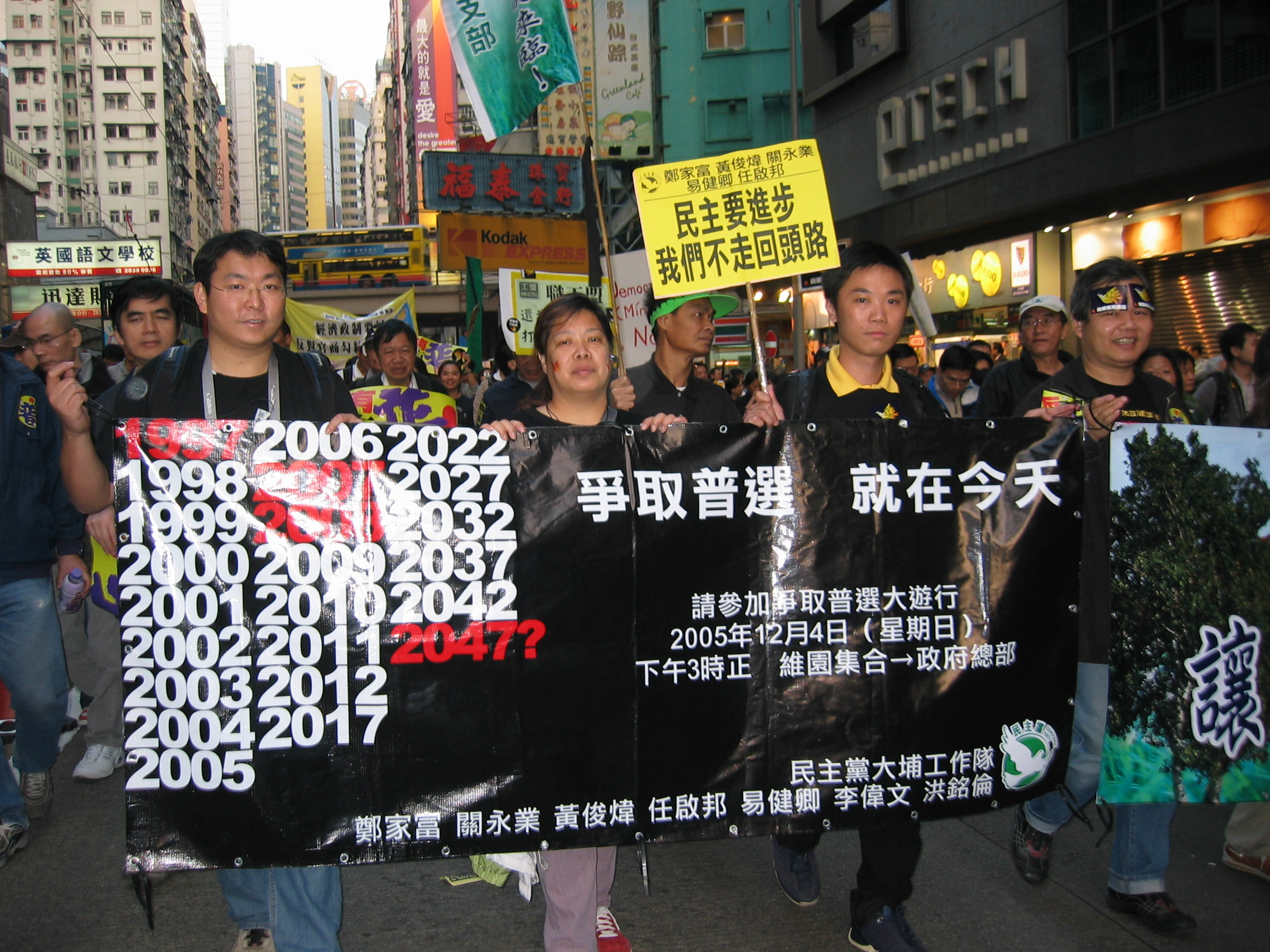
任啟邦（左一）出席124爭取普選大遊行時的相片

## 簡介
任啟邦早年於大埔大元邨長大，曾就讀於大埔三育中學，其後再於香港城市大學公共行政學高級文憑課程畢業。
1999年，任啟邦在大元邨選區參選區議會選舉，成為當時全香港最年輕的區議員候選人，但結果落敗。然後，他前往英國赫爾大學修讀社會政策學，畢業後回港參與地區事務。
2003年，他轉至怡富（怡雅苑、富善邨）選區參選，當時的對手是陳平。任啟邦對陳平的批評不主動反擊，並打溫情牌; 他在宣傳單張上刊登多封信件，嘗試證明自己獲得不少支持。結果他以3,176票擊敗1,904票的陳平。當選後他經常和關永業共同推動社區工作。四年後，他以2,837票擊敗2,509票的巫偉文，成功連任。
任啟邦參與了2008年香港立法會選舉，排在鄭家富名單的第二名。
2010年12月18日，他與約25名成員因不滿民主黨的立場，決定集體退黨。
2011年香港區議會選舉，他首次以新民主同盟身份參選，結果以3,864票擊敗1,992票的民建聯胡健民，成功連任。
2015年香港區議會選舉，他再次於怡富選區參選，結果以4,148票擊敗1,607票的民建聯張鳳燕，成功連任，更為全港得票最高之區議員。
2019年7月12日，大埔連儂牆被傳將於當日由地政總署清理，任啟邦與其他區議員前往監察地政總署的清理情況。署方最後清走違例停泊單車，沒清理連儂牆。他認為現時市民對政府失去信任，認為應保留「連儂牆」讓市民宣泄。
2021年7月，任啟邦辭任區議員一職；移民到英國沃靈頓居住，在當地成為了餅廠員工。
2023年5月，任啟邦成為當地巴士司機

## 外部連結
- 任啟邦議員網上辦事處

| 議會席位    | 議會席位                                             | 議會席位 |
| ----------- | ---------------------------------------------------- | -------- |
| 前任： 陳平 | 大埔區議會 怡富選區區議員 2004年1月1日－2021年7月7日 | 空缺     |